# Gruhlsee
Der Gruhlsee ist einer der Restseen des Braunkohleabbaus im südlichen Rheinischen Braunkohlerevier in Nordrhein-Westfalen südwestlich von Köln, in der Nähe der Stadt Brühl im Rhein-Erft-Kreis. Er entstand 1973 und ist Teil des Naturparks Rheinland.

## Lage
Im mittleren Teil der Ville, wo vom 19. bis Mitte des 20. Jahrhunderts in kleineren Grubenfeldern Braunkohle abgebaut wurde, entstand die heutige Villeseenplatte, ein ca. 50 km² großes, ausgedehntes Gebiet mit Mischwäldern und über 40 Seen.
Der Gruhlsee befindet sich vollständig auf dem Gebiet des Brühler Stadtteiles Kierberg, von wo er aus östlicher Richtung über Wander- und Radwege erreichbar ist. Aus westlicher Richtung ist er hingegen über die B 265 (Luxemburger Straße) auch mit dem Auto erreichbar. Jenseits der südlich am Gruhlsee verlaufenden L 184 (Theodor-Heuss-Straße) schließt sich der Brühler Stadtteil Heide an.
Unweit des Gruhlsees befinden sich des Weiteren im Westen der Bleibtreusee und im Süden der Heider Bergsee, die beide zu Freizeitzwecken erschlossen und deutlich größer sind.

## Name
Der See ist nach Hermann Gruhl (1834–1903), einem der Pioniere der Braunkohlenindustrie im Brühler Raum, benannt, der 1874 erstmals ein Grubenfeld südlich von Heide aufschloss (später Gruhlwerk).

## Beschreibung
Im Zuge der Rekultivierungsmaßnahmen von Rheinbraun und der Landschaftsbehörde des Rhein-Erft-Kreises wurde wieder eine artenreiche Pflanzen- und Tierwelt angesiedelt. Der Gruhlsee als einer der kleineren Seen in der Seenkette der Ville ist ein nährstoffarmes,  kalkhaltiges Stillgewässer bei Brühl-Heide. Es handelt sich bei dem Gruhlsee wie bei allen anderen Gewässern der Seenkette um künstliche, durch ehemalige Braunkohle-Tagebaue geschaffene Restseen mit Flachwasserzonen, umsäumt von forstlich genutzten größeren Waldflächen mit standorttypischen Mischgehölzen. So finden sich im Wechsel Pappeln, Kiefern, Roteichen, Lärchen, Erlen, Buchen, Robinien und Birken.
Der See hat eine Fläche von ca. 6 ha. Der gesamte See ist mit seinen ausgeprägten Röhrichtzonen und einer zentralen Insel, brütenden Vögeln vorbehalten und verfügt auch ansonsten über natürlich belassene Vegetation.   Wie an den benachbarten Seen finden sich Greifvögel (Pandionidae), Haubentaucher (Podiceps cristatus), Wildgänse (Anseriformes), Eisvögel (Alcedo atthis) und Teichralle (Gallinula chloropus), die auf genannter Insel als Brutvögel geschützt sind. Der See bietet Lebensraum für zahlreiche ziehende Wasservögel im Herbst und Winter und andere Wassertiere wie Amphibien (Wechselkröte, Bufo viridis) und Wasserinsekten (z. B. Scharlachlibelle, Ceriagrion tenellum).
Unter der Oberfläche hat sich im Laufe der Jahrzehnte auch das Verschiedenblättrige Tausendblatt (Myriophyllum heterophyllum) angesiedelt. Diese Art besiedelt bevorzugt stehende und langsam fließende Gewässer und bildet zum Teil dichte Bestände aus. Durch Spangehl & Scharrenberg (1985) wurde das Vorkommen in Nordrhein-Westfalen erstmals aus dem Heider Bergsee bei Brühl beschrieben, wo diese Art auch heute noch anzutreffen ist.
Wassersport ist anders als bei den benachbarten Seen nicht zugelassen.
In den Randbereichen der Gewässer findet man unter anderem: Zwerg-Igelkolben (Sparganium minimum) – Gemeinen Wasserschlauch (Utricularia vulgaris) – Breitblättrige Stendelwurz (Epipactis helleborine).

## Nutzung
Das Gelände bleibt sich selbst überlassen und ist als Naturschutzgebiet deklariert. Ville, Kottenforst und die rekultivierten ehemaligen Braunkohle-Tagebaugebiete mit ihren Seen dienen auch den Menschen in der Region Köln/Bonn als Naherholungsgebiet.